# Helvella leucomelaena
Helvella leucomelaena (Christian Hendrik Persoon, 1822 ex John Axel Nannfeldt, 1941), sin. Dissingia leucomelaena (Christian Hendrik Persoon, 1801) ex Karen Hansen și Xiang Hua Wang, 2019), din încrengătura Ascomycota, în familia Helvellaceae și de genul Helvella, este o specie de ciuperci în principiu necomestibile. Un nume popular nu este cunoscut. Acest burete saprofit și regional destul de răspândit trăiește izolat sau în grupuri mai mici pe soluri sărace, calcaroase și nisipoase, preferând o împrejurime umedă. El se poate găsi în România, Basarabia și Bucovina de Nord  în păduri de conifere, cu precădere pe lângă molizi și pini, chiar și în gropi de pietriș. Apare de la câmpie la munte, din (martie) aprilie până în mai, uneori și vara până la sfârșitul lui septembrie.

## Taxonomie

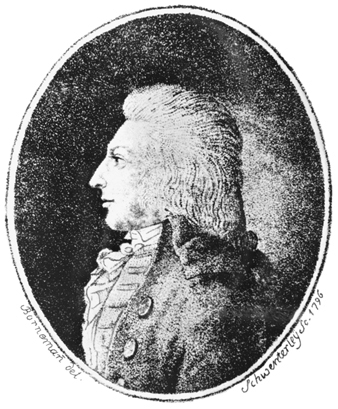
C. H. Persoon

Renumitul savant bur Christian Hendrik Persoon a descris specia deja în 1801 drept Peziza sulcata, dar s-a răzgândit în 1822, denumind-o Peziza leucomelaena, de verificat în volumul 1 al lucrării sale Mycologia Europaea din 1822, fiind și  numele binomial valabil.
Apoi, micologul suedez John Axel Nannfeldt (1904-1985) a transferat specia corect la genul Helvella sub păstrarea epitetului, de verificat în numărul 219 al publicatei botanice Fungi Exsiccati Suecici din 1941, care este numele curent valid (2020).
Specia a mai fost descrisă sub mai mulți alți taxoni (vezi și infocaseta), cu toții acceptați sinonim, care însă nu sunt folosiți până în prezent (2020).
Din 2019, micologii Karen Hansen și Xiang Hua Wang se strädiuesc sä inlocuiascä denumirea curentă cu Dissingia leucomelaena.
Epitetul specific este derivat din cuvintele grecești (greacă veche λευκός=alb, împletit cu argint) și ({{μέλας=negru), datorită aspectul culorilor în stadiul tânăr.

## Descriere
- Corpul fructifer: are un diametru de 2-6cm, este elastic și tare, tânăr pântecos, semănând unui ulcior, cu o deschidere rotundă, apoi în formă de cupă sau pocal. Marginea mai întâi crestată și zimțată, devine în vârstă subțire neregulat ondulată, adesea ruptă adânc și cu lobi îngustați. Suprafață interioară (superioară), cea fertilă (adică cea care va produce sporii), este netedă, de un colorit gri-brun, ocru-brun, măsliniu până brun-negricios. De când taxonii Paxina leucomelas și Paxina sulcata sunt văzuți sinonim, partea exterioară catifelată variază în culoare: în tinerețe mereu negricioasă, ea poate fi gri-albă, crem-albicioasă sau ca himeniul, fiind spre picior mereu mai deschisă, mai mult sau mai puțin albă.
- Piciorul: neted, de aceiași consistență ca piciorul, este cu o lungime de 1,5-2,5cm foarte scurt, dar destul de gros, brăzdat, rotund crestat și canelat longitudinal, fiind subțiat spre bază și înfipt adânc în pământ, cu un colorit alb până slab ocru-albui.
- Carnea: albă, este elastică și tenace, chiar dură, mirosul insignifiant iar gustul blând, puțin dulceag.[3][4]
- Caracteristici microscopice: are spori groși, elipsoidali, hialini (translucizi) și netezi, cu o picătură uleioasă mare în mijloc, având o mărime de 20-24 x 12-13 microni. Pulberea lor este albă. Ascele cilindric clavate și pediculate de 280–300 x 12–15 microni conțin câte 8 spori fiecare. Parafizele (celule sterile între ascii), și ele hialine sau clorofane, sunt filamentoase și septate de 2,8-4,3µm grosime ce se umflă până la 6-8µm spre vârfurile rotunjite, numai slab clavate.[11]
- Reacții chimice: nu sunt cunoscute.[12][13]

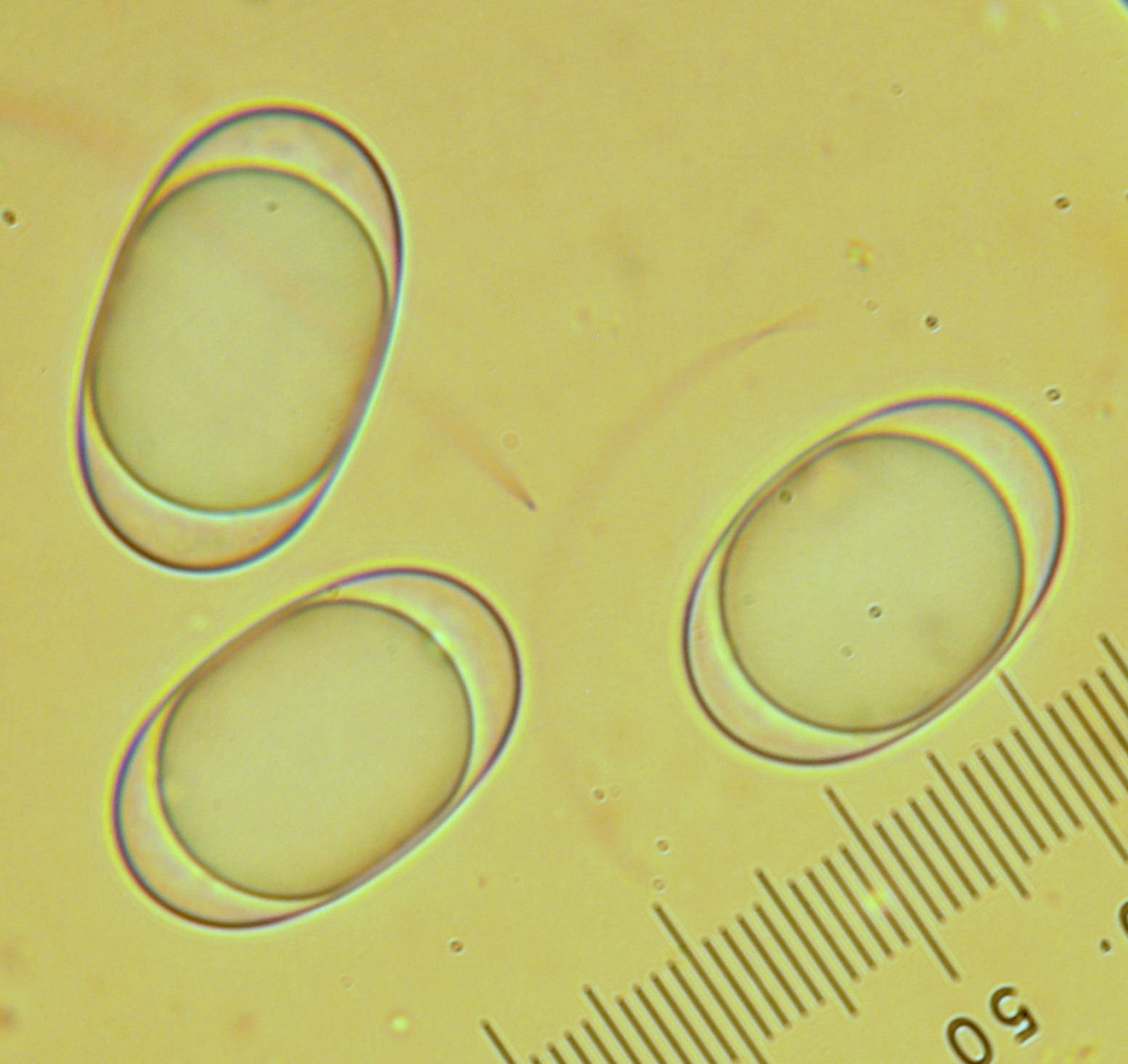
H. leucomelaena, spori
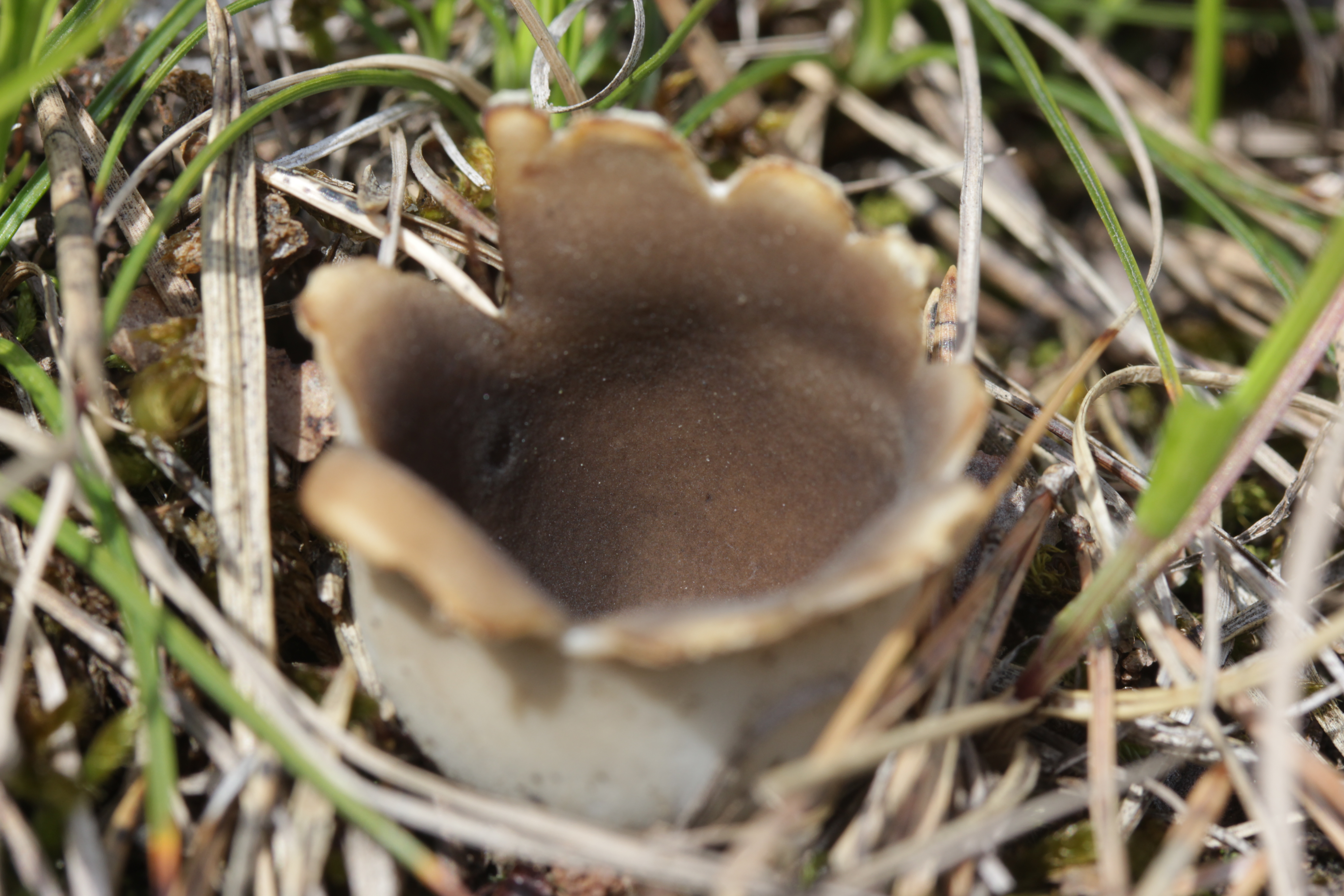
H. leucomelaena matură, partea inferioară
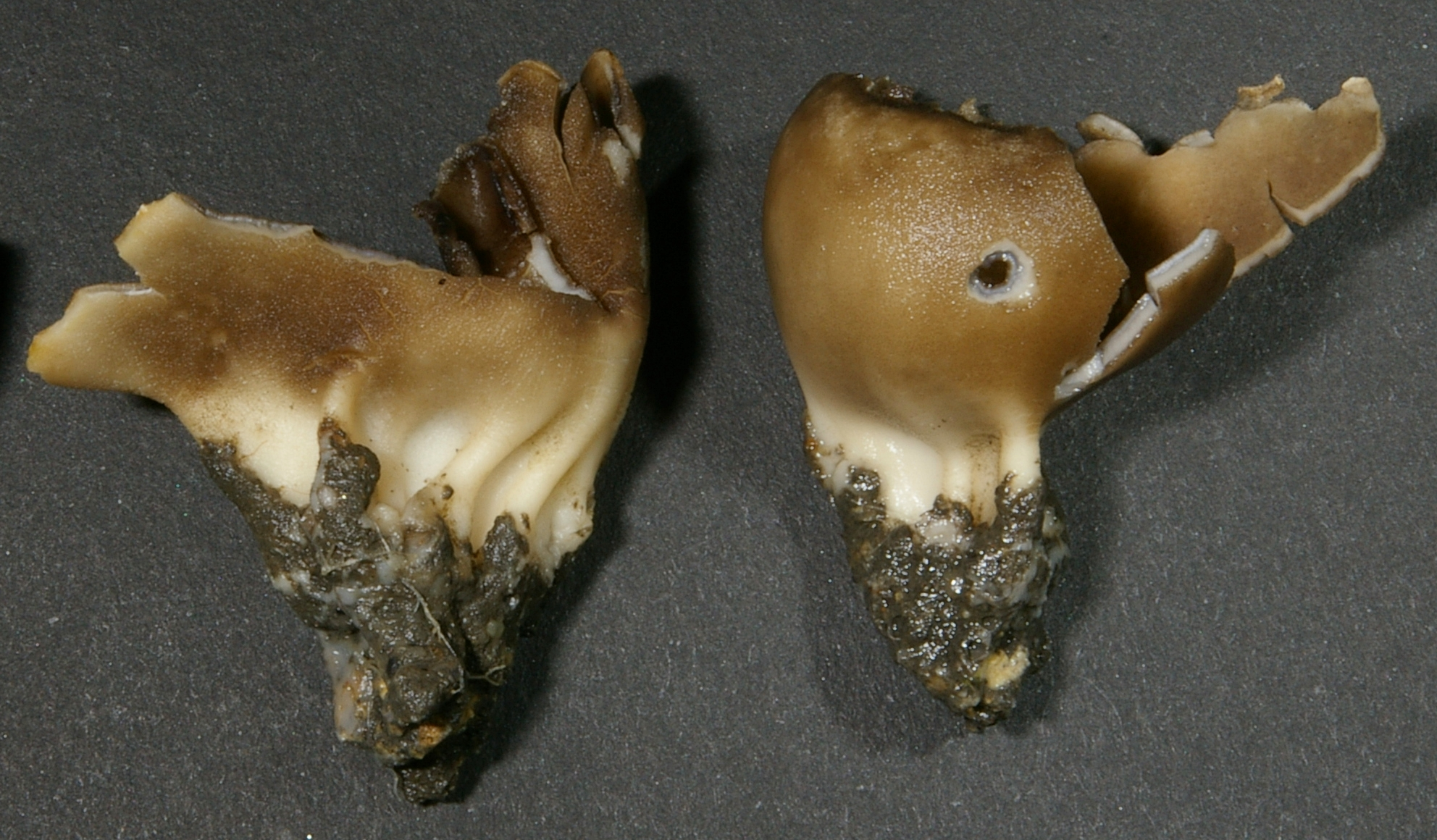
H. leucomelaena, aspect lateral
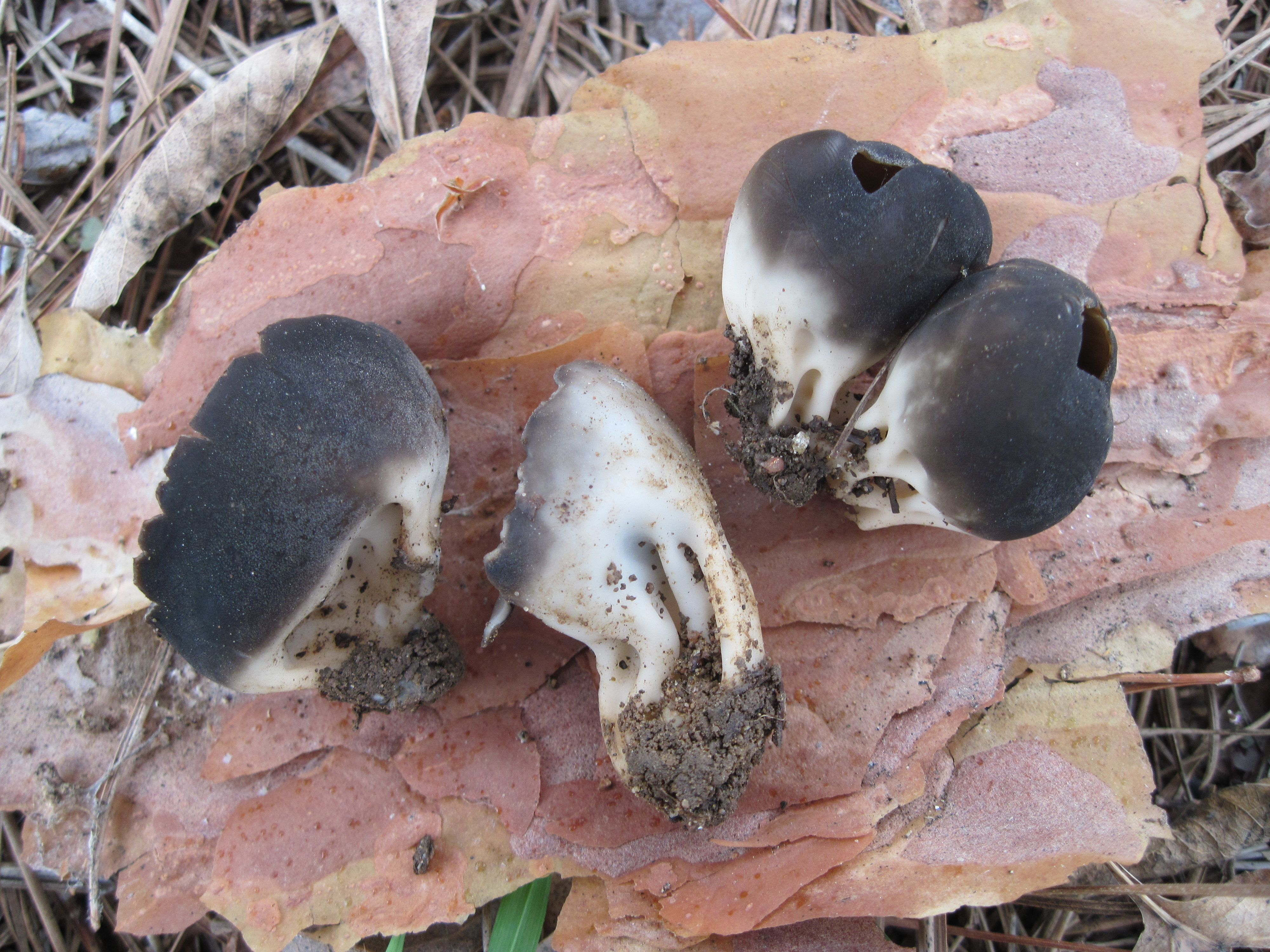
H. leucomelaena tinere
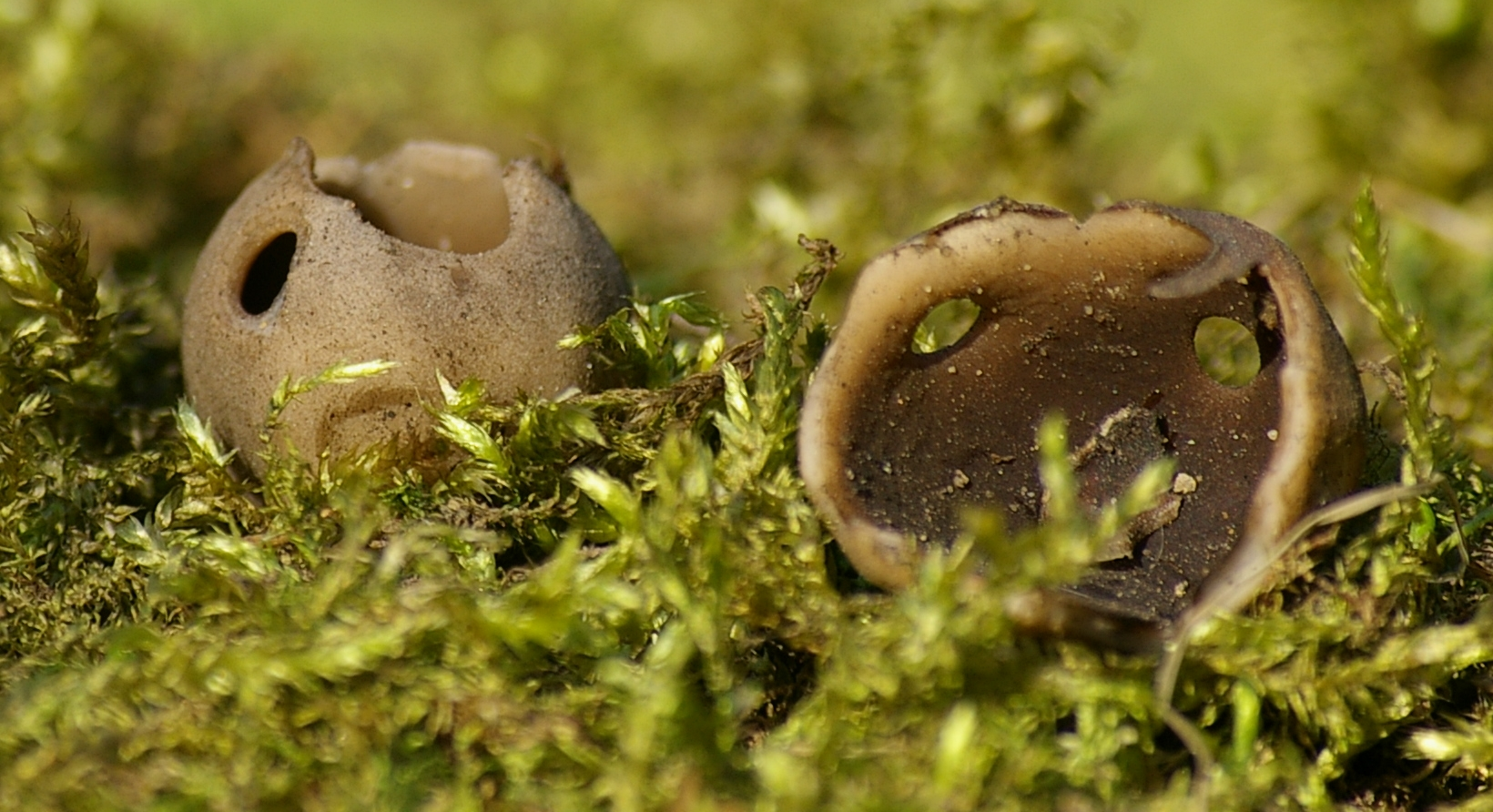
H. leucomelaena bătrâne

## Confuzii
Specia care apare numai în păduri de conifere poate fi confundată cu: Discina ancilis sin. Discina perlata, Disciotis venosa, Helvella acetabulum,  Helvella queletii și Helvella solitaria. Datorită aspectului, soiul ar putea fi confundat de asemenea cu bureți de genul Peziza, de exemplu cu Peziza badia, Peziza varia tinere, Peziza vesiculosa, toate comestibile, dar Peziza varia fără valoare culinară sau cu necomestibila Peziza depressa precum cu soiuri ale genului Otidea, anume Otidea auricula (de calitate inferioară), Otidea alutacea (de calitate inferioară) și Otidea bufonia (fără valoare culinară). O confuzie ar fi posibilă și cu necomestibila Urnula craterium.

## Specii de ciuperci asemănătoare

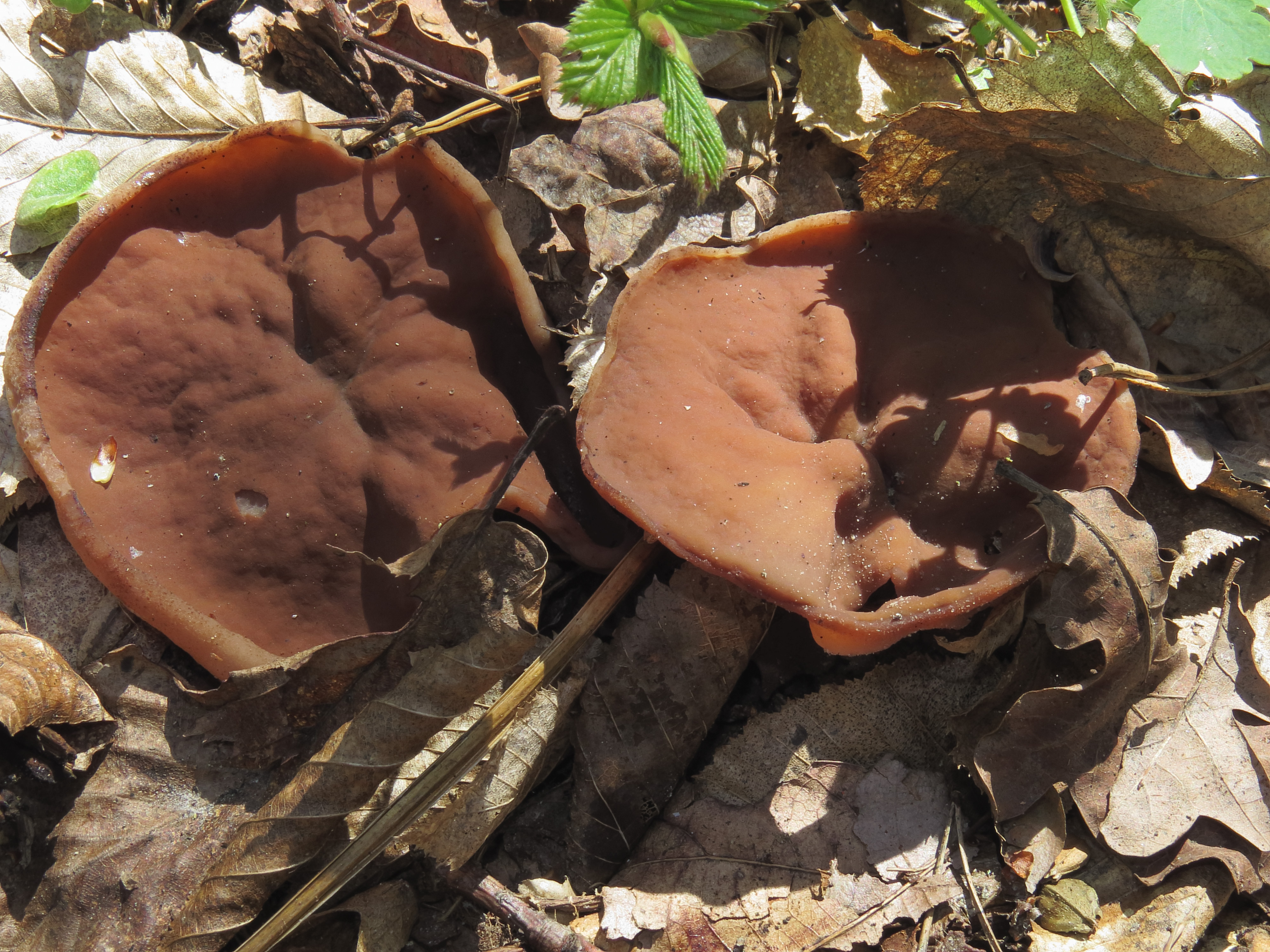
Discina ancilis sin. Discina perlata
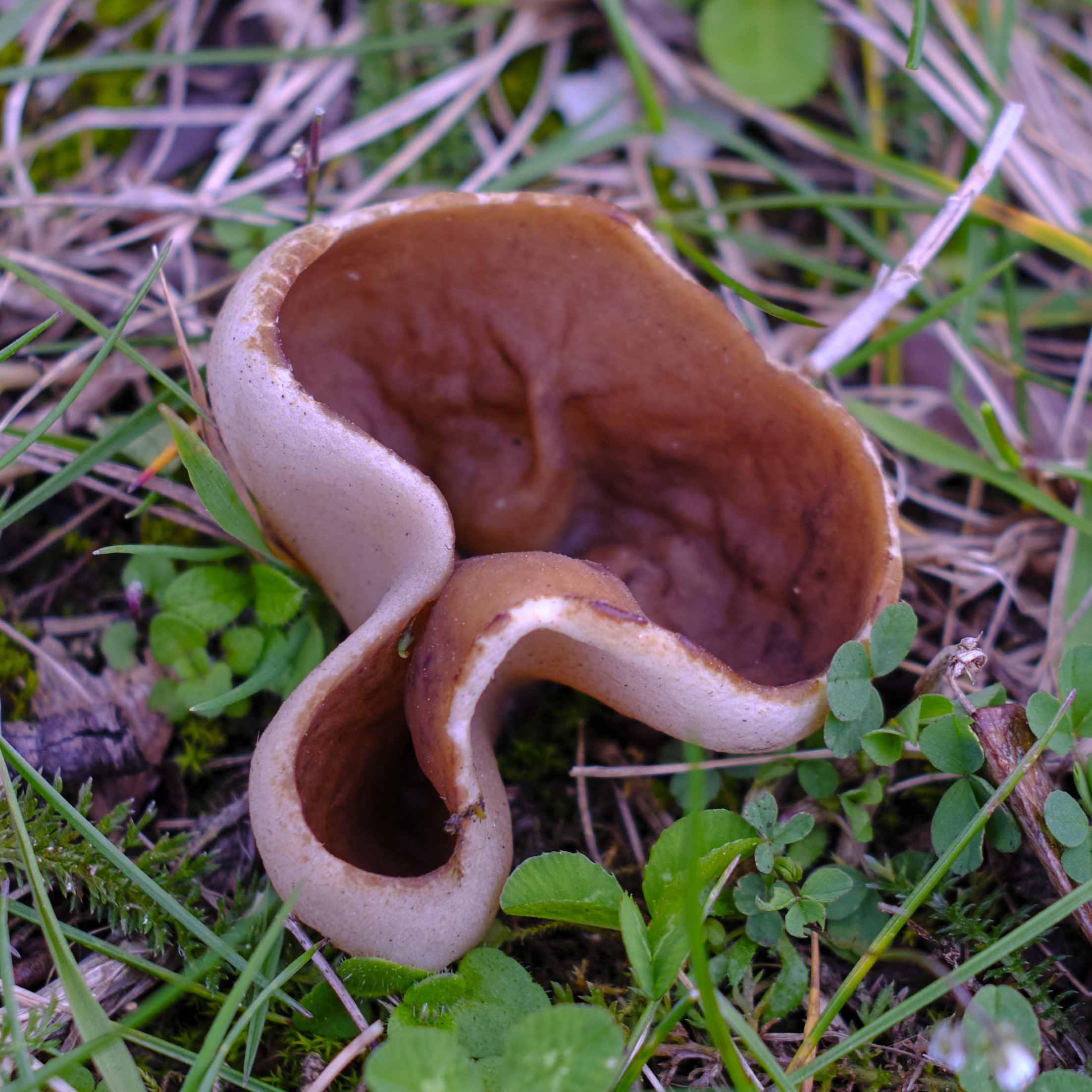
Disciotis venosa
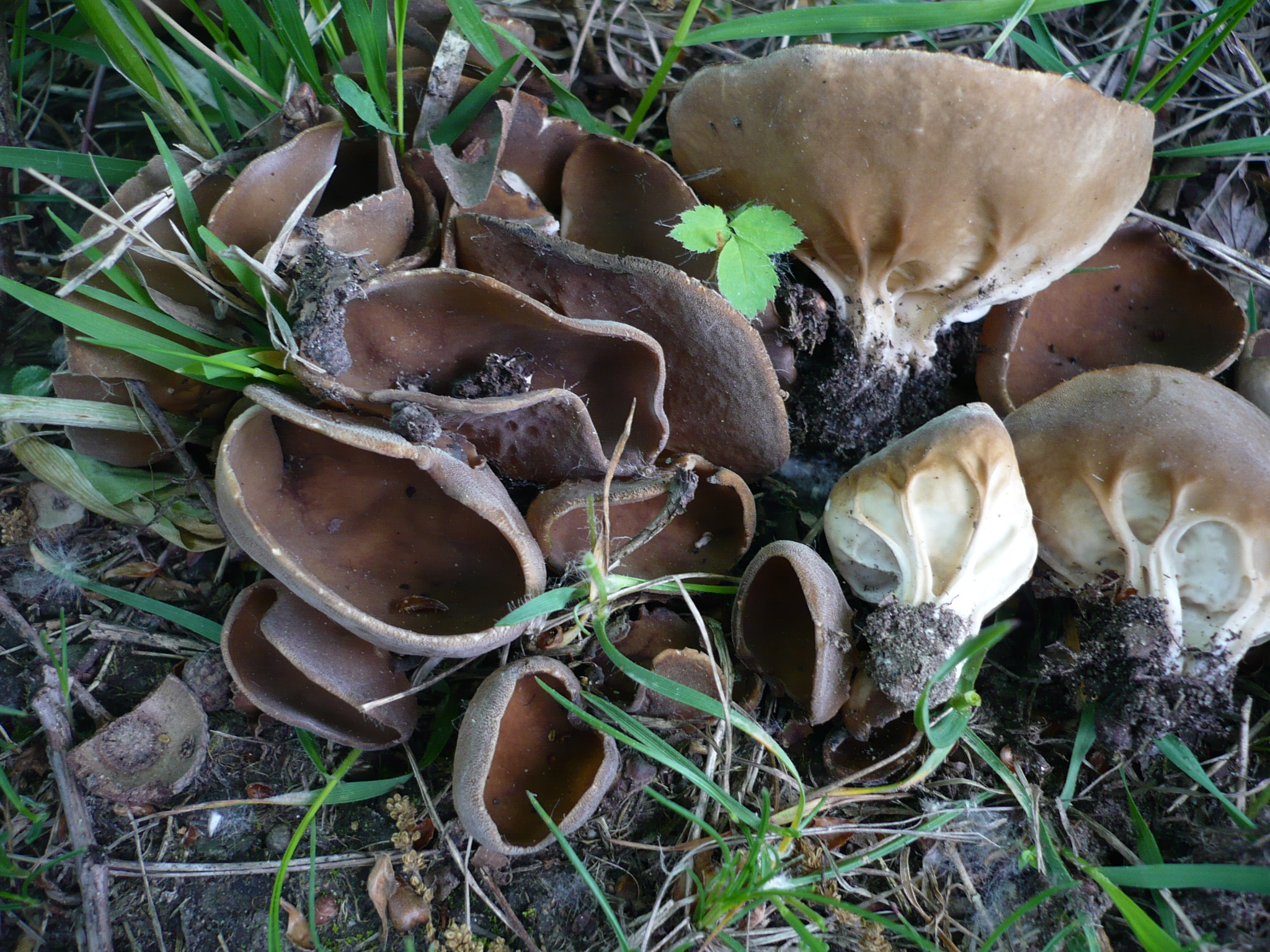
Helvella acetabulum
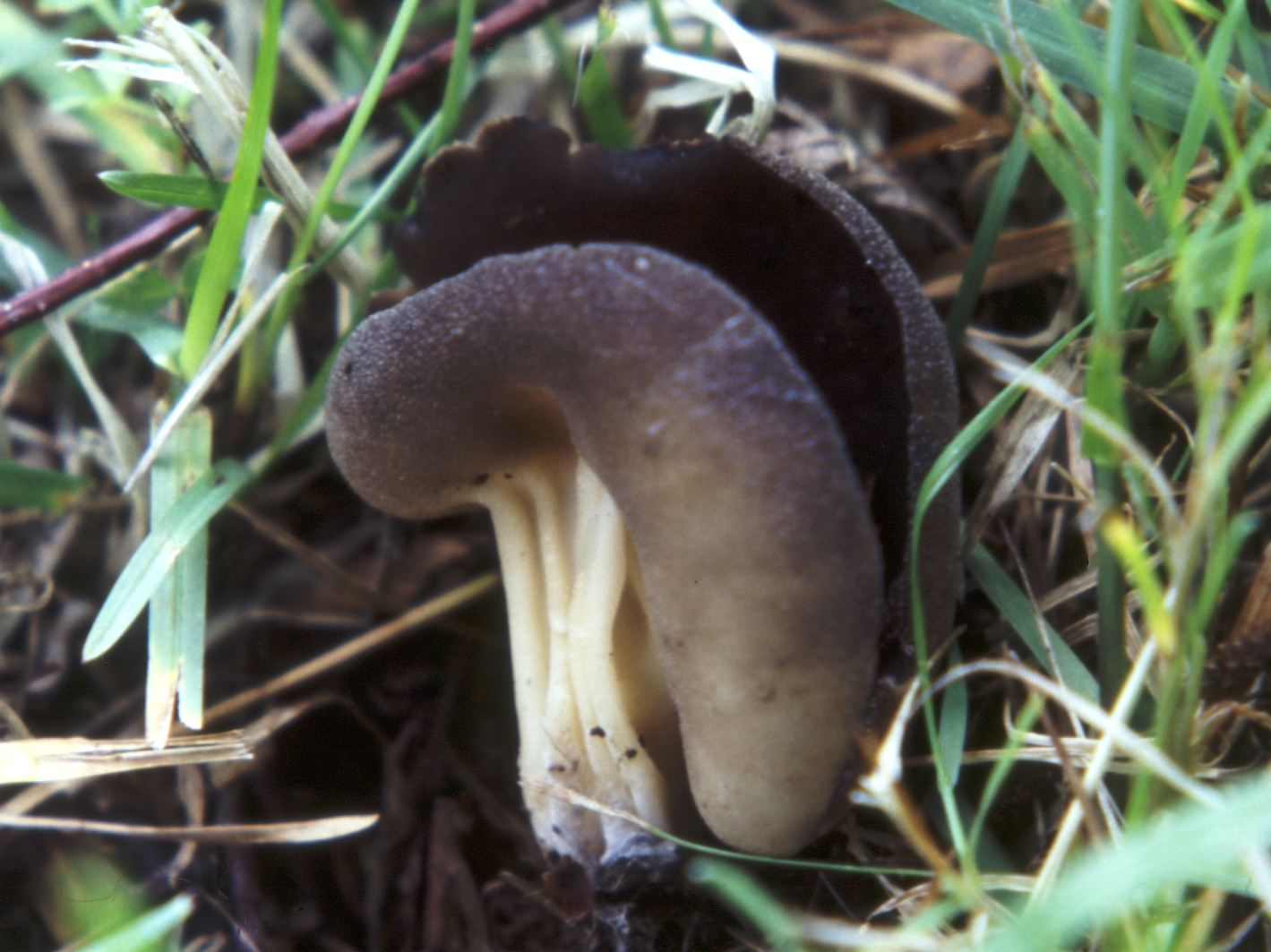
Helvella queletii
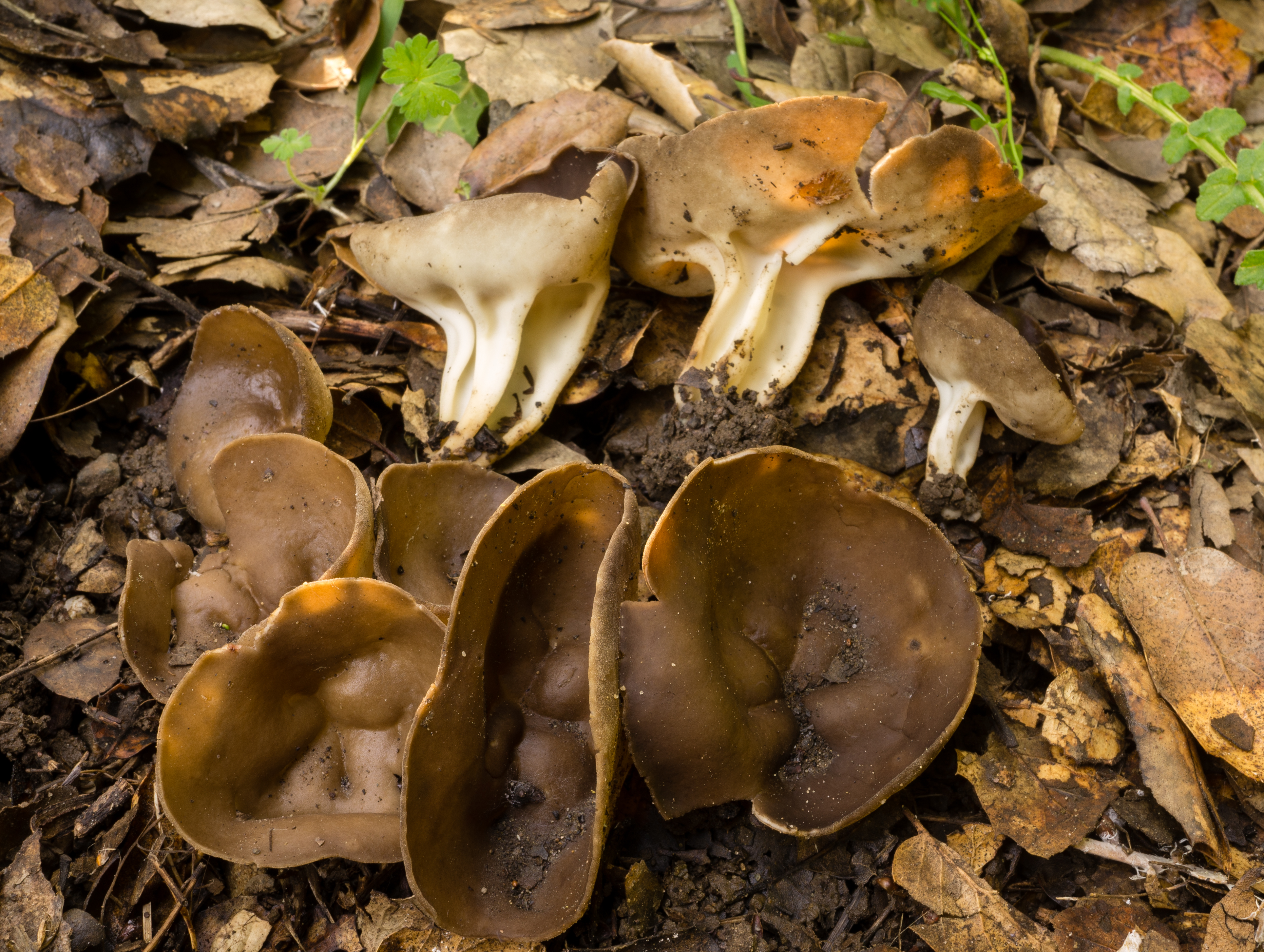
Helvella solitaria

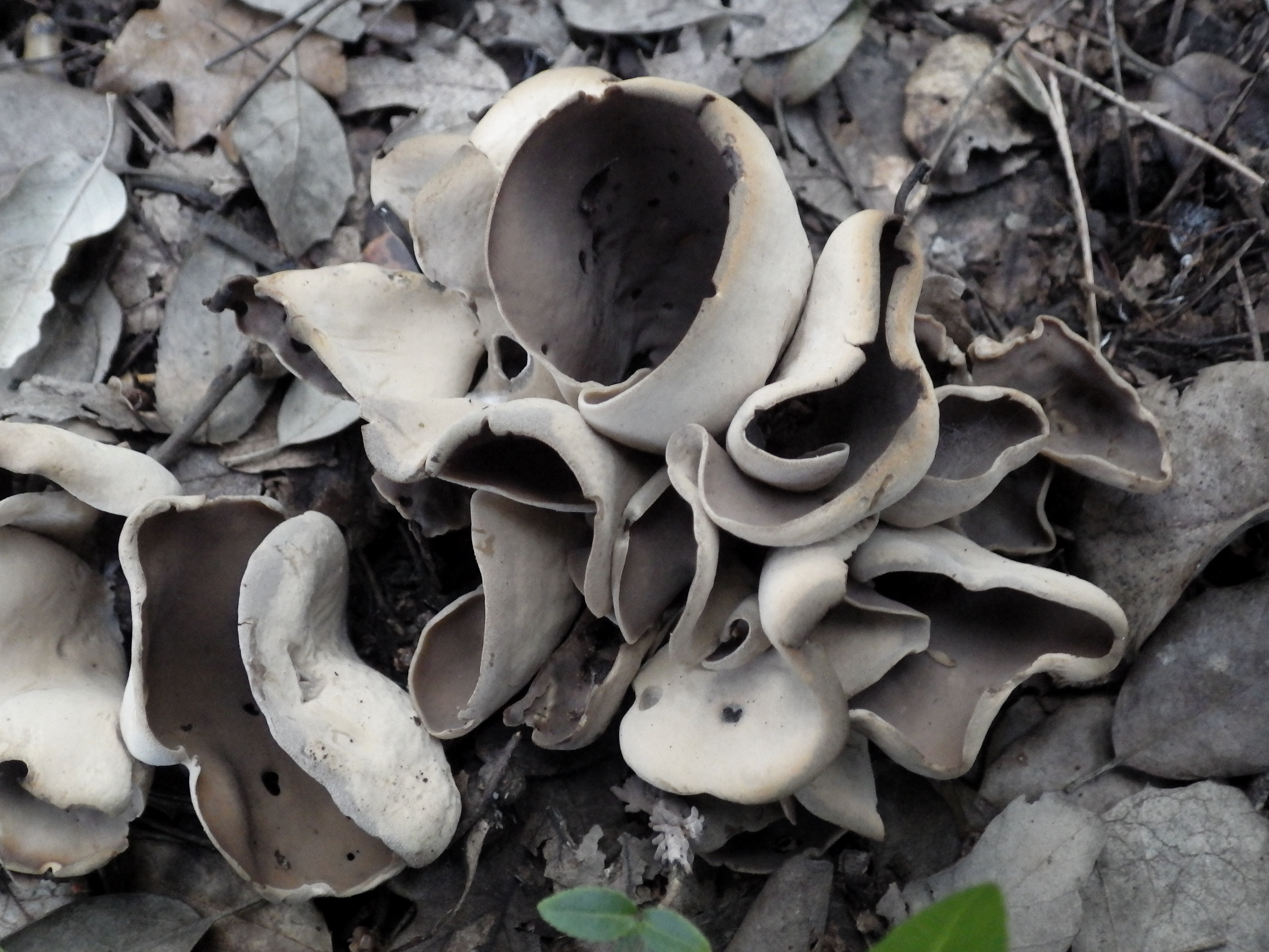
Otidea alutacea sin. Otidea microspora
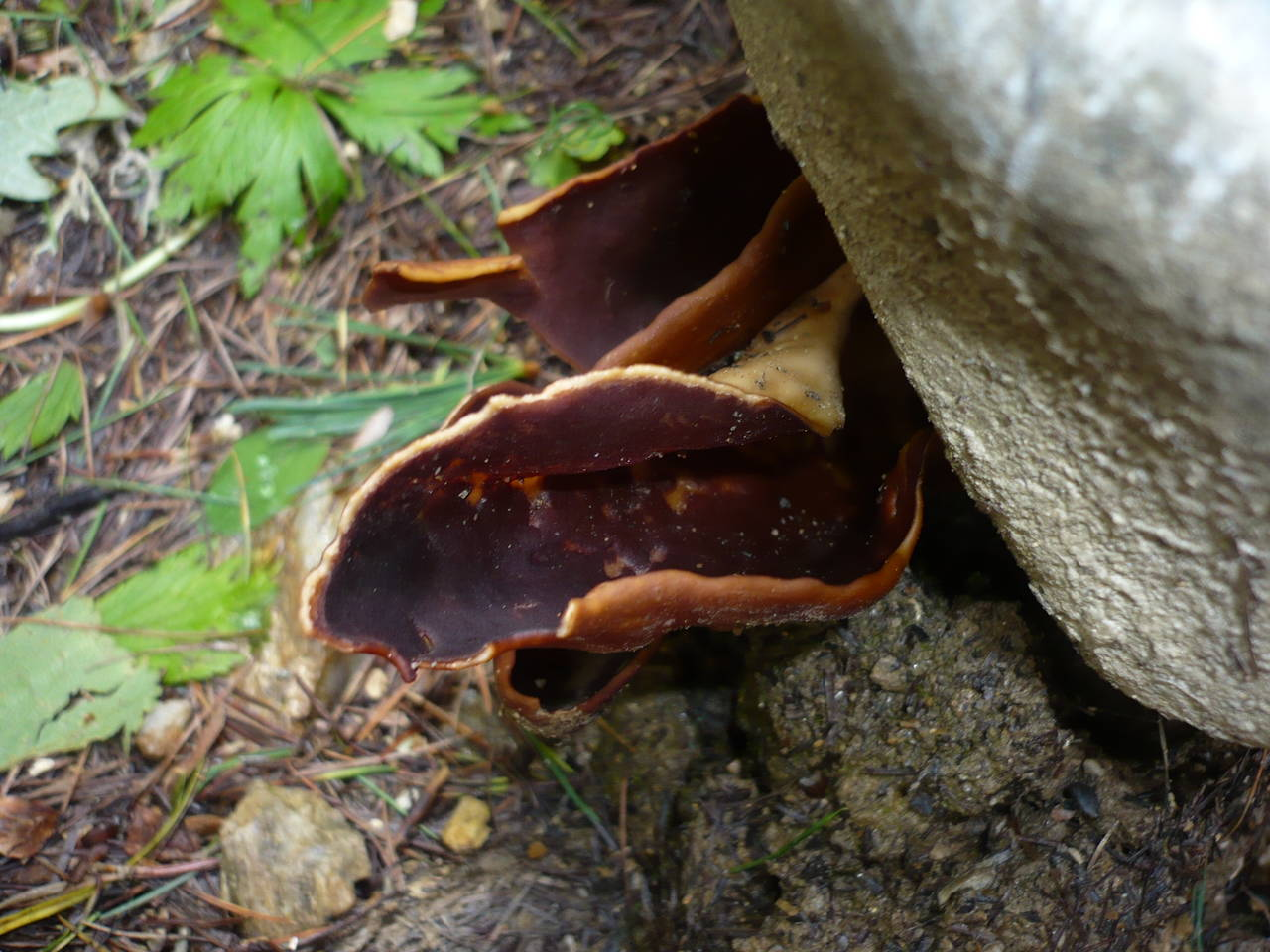
Otidea auricula
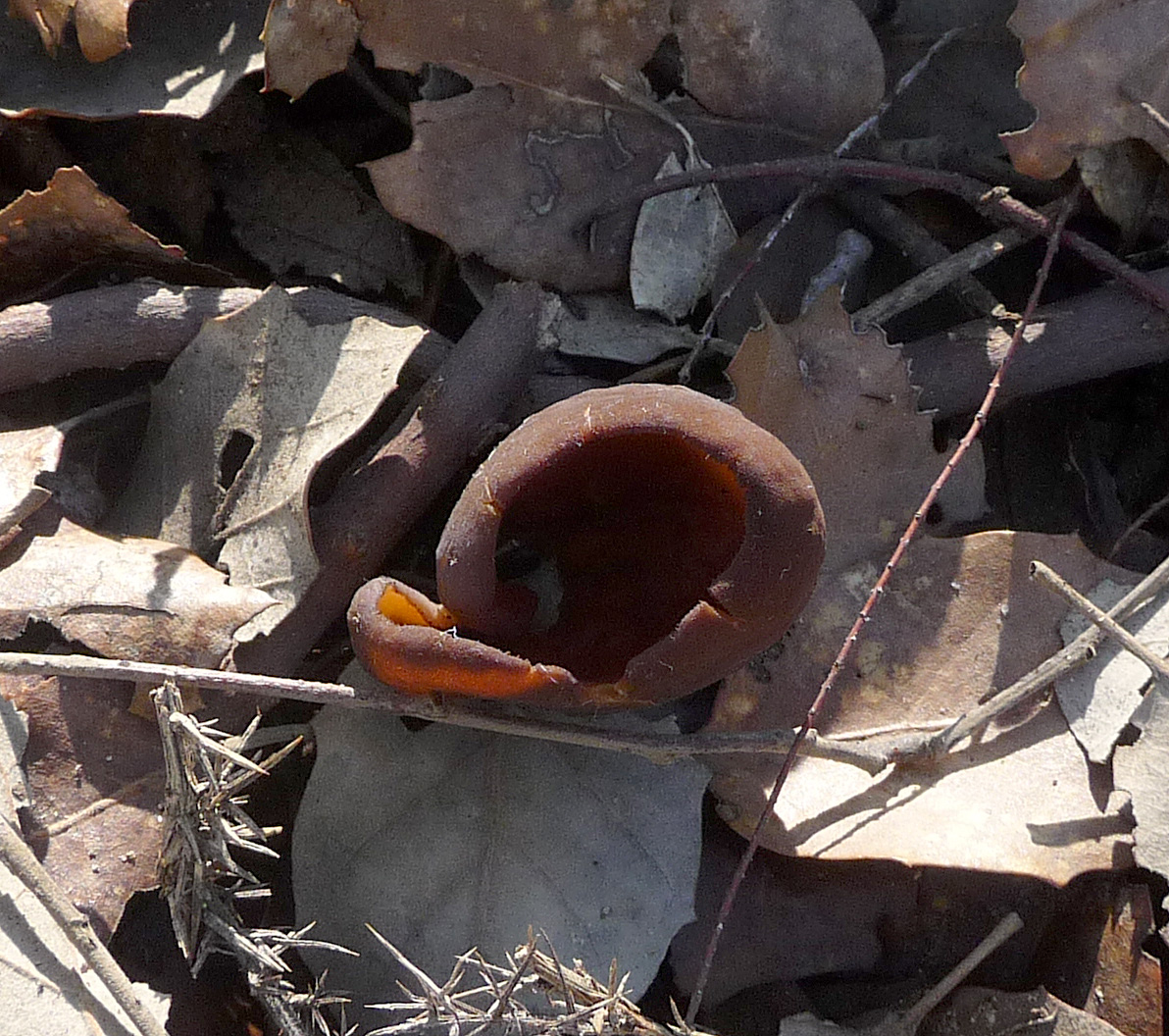
!Otidea bufonia!
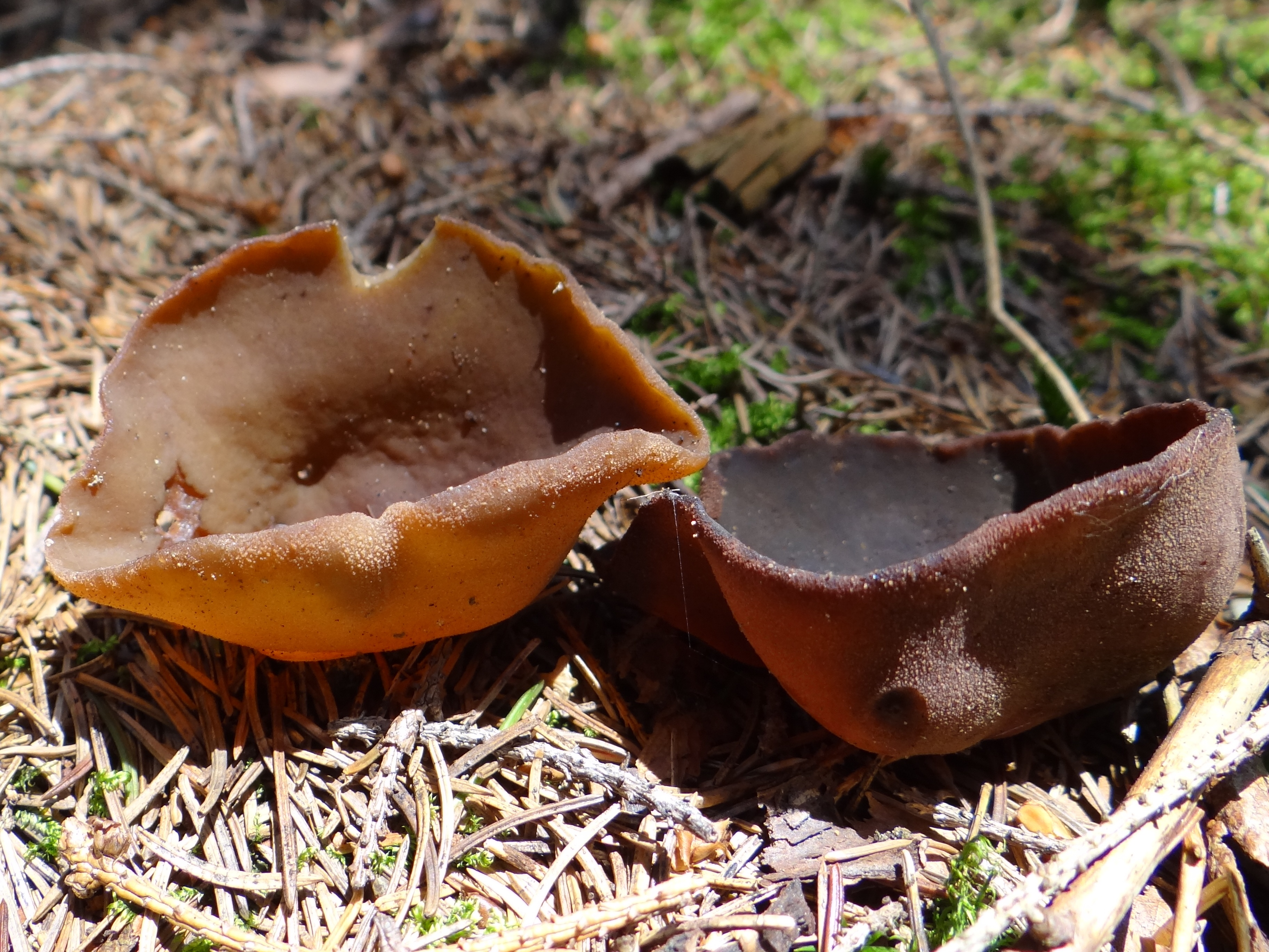
Peziza badia

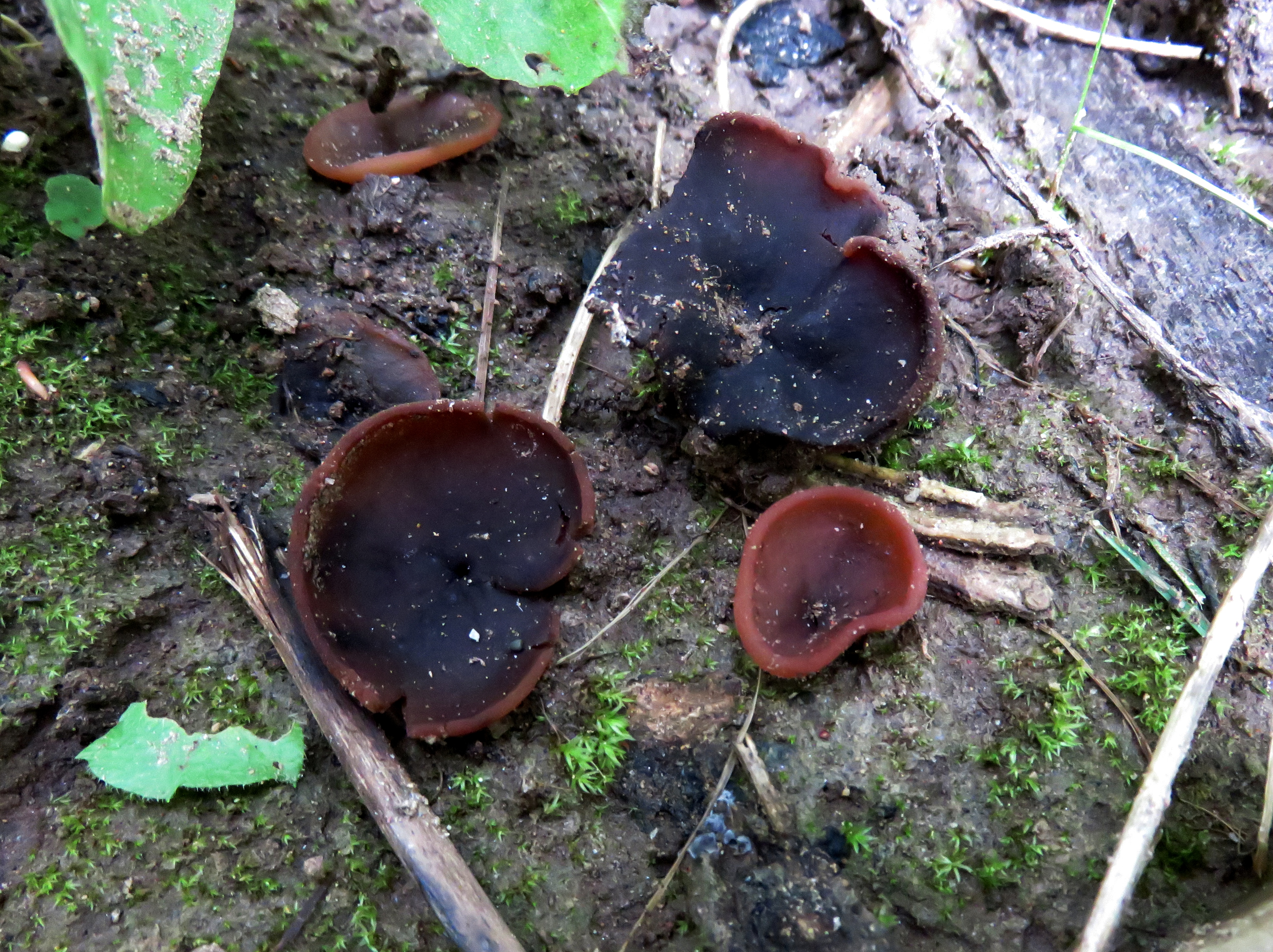
!Peziza depressa!
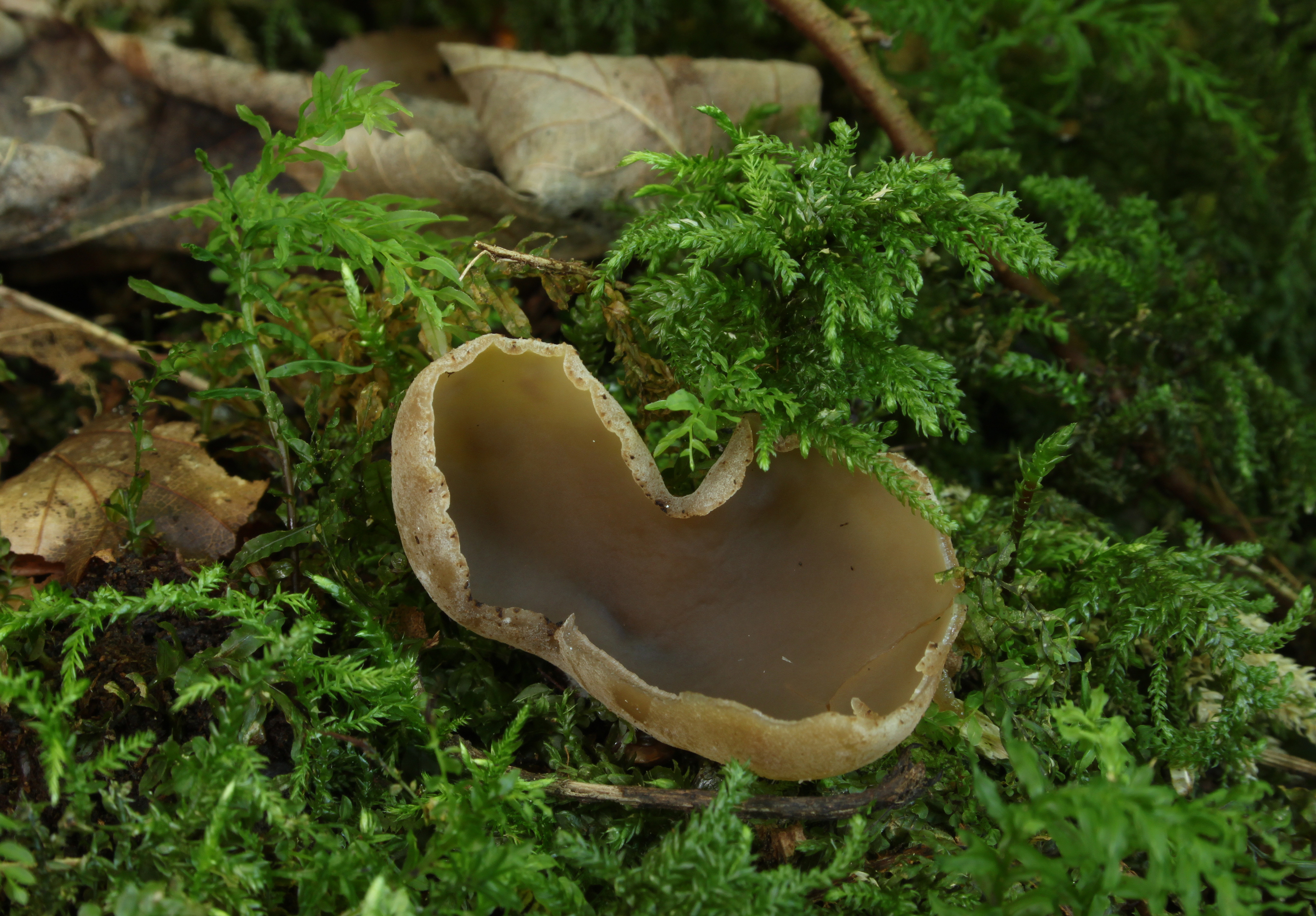
Peziza varia
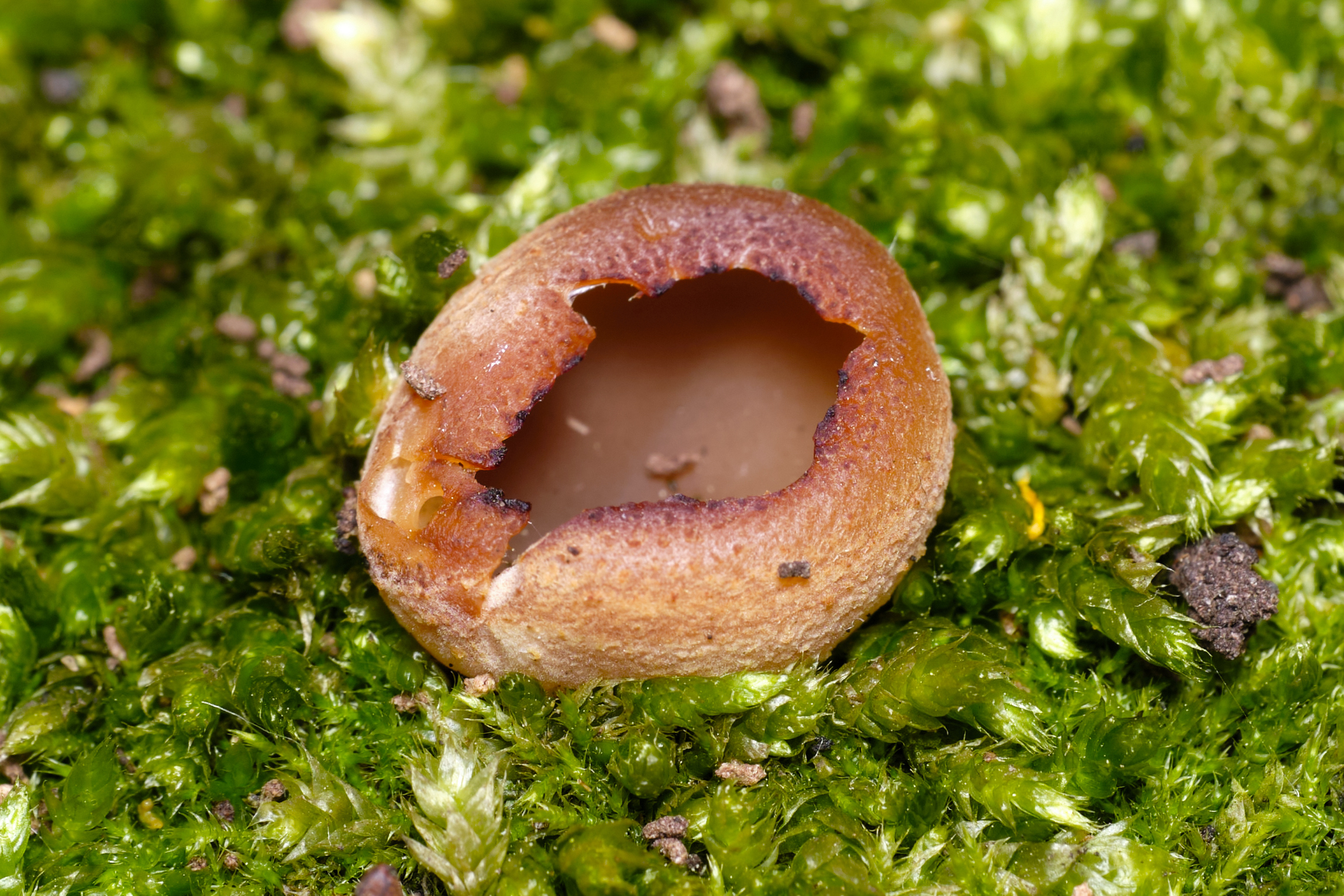
Peziza vesiculosa
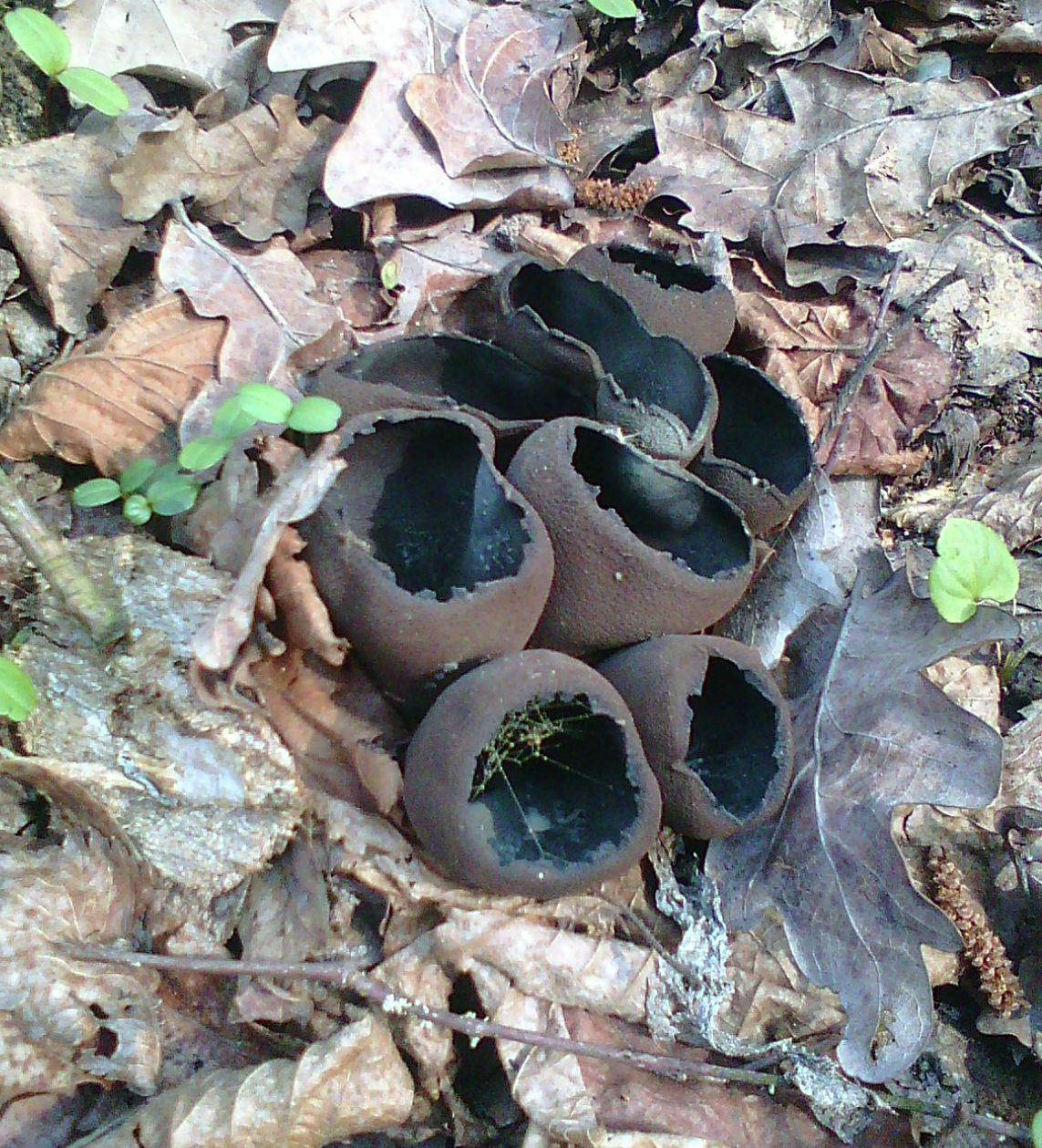
!Urnula craterium!

## Valorificare
În principiu, ciuperca ar fi comestibilă, dacă este pregătită corespunzător, pentru a elimina giromitrina conținută care poate provoca leziuni ale organelor. Dar nu este potrivită pentru bucătărie, din cauza mirosului și gustului nespecific în combinație cu elasticitatea, chiar duritatea cărnii.

## Bibiliografie
- Bruno Cetto: „I funghi dal vero”, vol. 1-7, Editura Arte Grafiche Saturnia, Trento 1976-1993 (pentru cercetarea în total)
- Rose Marie Dähncke: „1200 Pilze in Farbfotos”, Editura AT Verlag, Aarau 2004, p. 526, ISBN 3-8289-1619-8
- Ewald Gerhard: „Der große BLV Pilzführer“ (cu 1200 de specii descrise și 1000 fotografii), Editura BLV Buchverlag GmbH & Co. KG, ediția a 9-a, München 2018, ISBN 978-3-8354-1839
- Hans E. Laux: „Der große Pilzführer, Editura Kosmos, Halberstadt 2001, ISBN 978-3-440-14530-2 -4
- Meinhard Michael Moser: „Kleine Kryptogamenflora der Pilze – vol. II a.: „Höhere Phycomyceten und Ascomyceten”, Editura Gustav Fischer, Jena 1963
- N. Van Vooren: „Notes sur le genre Helvella L. (Ascomycota, Pezizales) - 1. Le sous-genre Elasticae”, în: „Bulletin mycologique et botanique Dauphiné-Savoie”, vol. 199, 2010